# Marianne Loir
Marianne Loir, född 1705, död 1783, var en fransk målare. Hon målade främst porträtt. Tio av hennes målningar finns bevarade från mellan 1745 och 1769. 